# Малютки у простофили
«Малютки у простофили» — французская кинокомедия с Луи де Фюнесом.

## Сюжет
Стефан — глава огромной семьи, в которой, кроме него и его жены Изабель, еще дочь, ее слабохарактерный муж и их девять детей. Дочь Стефана приносит по ребенку в год, и мужчина, которому осточертели разбросанные повсюду игрушки, пеленки, бутылочки со смесью, шум и крики маленьких внуков, уже не знает, куда деваться — хоть вон из дому беги. Но тут предприимчивый социальный работник мсье Ратье сообщает Стефану о солидной премии для многодетных семей, которая выдается раз в несколько лет, но лишь тем семьям, в которых присутствует 12 детей. А тут зять Стефана — увалень Юбер — встает в позу и отказывается плодиться и размножаться! Бедняге Стефану нужно сделать все, чтобы в семье появилось еще 3 детей, ведь тогда сбудется его мечта о спокойном и мирном существовании вдали от этого шумного балагана.

## Интересные факты
- Луи де Фюнес организует участие Стефана в конкурсе.